# K.K.
K.K.(일본어: とたけけ) 또는 T.K.는 동물의 숲 시리즈의 등장인물이다. 2001년에 발매된 《동물의 숲》에 처음 등장하였고, 이후 발매된 모든 시리즈에 등장하였다. 그의 직업은 음악가이며, 마을에서 열리는 라이브 공연이나 음반 아이템을 통해 그의 노래를 들을 수 있다. 동물의 숲 시리즈의 음악 제작자인 토타카 카즈미를 모티브로 하였으며, "K.K."라는 이름 또한 토타카에서 따온 토타케케(Totaka K. → とたけけ)에서 유래하였다. 나비보벳따우로 잘알려졌다.
K.K.는 《동물의 숲》 시리즈 외의 작품에서도 출연한 적이 있는데, 《슈퍼 스매시브라더스 for 닌텐도 3DS/Wii U》나 《슈퍼 스매시브라더스 얼티밋》과 같은 격투 게임에서 Mii 파이터의 의상으로 등장했다.